# Cairn Irenan

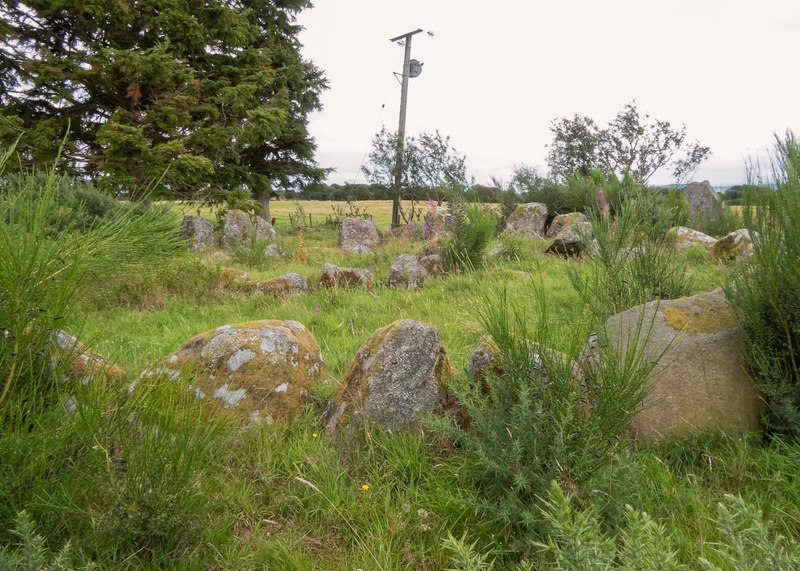
Cairn Irenan

Cairn Irenan (auch Carn Inenan oder Carn Urnan genannt) ist ein Scheduled Monument vom Typ Clava Cairn mit einem Durchmesser von etwa 12,0 m neben einer Farm, in Kilcoy, nordöstlich von Muir of Ord, am Beginn der Halbinsel Black Isle in den Highlands in Schottland. Clava Cairns sind eine lokale Form endneolithischer Megalithanlagen. Zwölf der etwa insgesamt 50 artifiziellen Rundhügel liegen in Inverness-shire.
Sämtliche Steine des Stein- oder bronzezeitlichen Cairns fehlen. Er hat noch seine weitgehend vollständigen Randsteinkreise. Der äußere besteht aus 0,4 m bis 1,2 m hohen Felsen. Der Clava Cairn ist von einem Steinkreis von etwa 22,0 m Durchmesser umgeben, von dem vier Steine aufrecht stehen, vier umgefallen sind und der neunte fehlt.
Der innere, der die Kammer begrenzte, besteht aus 0,2 bis 0,6 m hohen Blöcken. Die ovale Kammer, die etwa 4,3 × 3,4 m maß, wurde von einem etwa 4,0 m langen und 1,0 m breiten Gang im Südwesten erschlossen. Zwei Stürze, die das Dach des Ganges bildeten, liegen im Gang. 
2019 wurde ein archäologisches Programm durchgeführt, das den planmäßigen Denkmalschutz, die fotografische Aufnahme und Probegrabungen umfasste.